# Cal Margarit (Olesa de Montserrat)
Cal Margarit és un habitatge unifamiliar aïllat propietat de la família Margarit (antics industrials tèxtils de la vila), situat al carrer Argelines, antic carrer «de fora», de la vila d'Olesa de Montserrat. El projecte de l'edifici va ser realitzat per l'arquitecte Francesc de Paula del Villar i Carmona, deixeble d'Antoni Gaudí, el 23 de març de 1899.
Consta de semisoterrani, planta baixa i planta pis. La planta és un clar exponent d'habitatge amb pati central (en l'actualitat cobert). A la planta baixa, al voltant del pati, s'origina un claustre a través del qual s'accedeix a les diverses habitacions disposades en el perímetre. Una escala de reduïdes dimensions i molt secundària, situada en el perímetre, és l'accés a la planta pis o sotacoberta, on l'habitació situada en la part posterior té un pati balcó situat sobre la tribuna del menjador de la planta baixa. Cal destacar l'eclecticisme de les façanes principal i posterior, de clar estil romàntic amb influències colonials com la utilització de l'estucat vermell tot imitant el totxo vist.